# بلا داربینیان
بلا پاولی داربینیان (ارمنی: Բելլա Պավելի Դարբինյան؛ زادهٔ ۱۰ فوریهٔ ۱۹۳۶ - درگذشتهٔ ۲۳ اوت ۲۰۰۵) خواننده اهل ارمنستان بود.

## زندگی‌نامه
وی در ۱۰ فوریهٔ ۱۹۳۶ در وانادزور به دنیا آمد و از کنسرواتوار دولتی کومیتاس ایروان فارغ‌التحصیل گشت. وی برنده جوایزی همچون مدال موسس خورناتسی (۲۰۰۱) و هنرمند شایسته ارمنستان شوروی (۱۹۶۶)  شد. وی در ۲۳ اوت ۲۰۰۵ در سن ۶۹ سالگی در ایروان درگذشت.